# (4048) Samwestfall
(4048) Samwestfall ist ein Hauptgürtelasteroid, der am 30. Oktober 1964 vom Goethe-Link-Observatorium aus entdeckt wurde.
Der Asteroid wurde nach Richard Samuel Westfall (1924–1996), einem Geschichtsprofessor an der Indiana University Bloomington benannt.